# Magical Mystery Tour (canção)
"Magical Mystery Tour" é uma canção da banda The Beatles. A música é a faixa inicial e o tema, respectivamente, do álbum e do filme homônimos.

## Composição
O som é creditado à parceria Lennon/McCartney, mas Paul McCartney já falou que ele era o co-escritor. John Lennon relatou, "Paul's song. Maybe I did part of it, but it was his concept." ("A canção é do Paul.Talvez eu tenha feito parte dela, mas foi sua ideia")
McCartney disse que o "Roll up! Roll up!" da introdução foi inspirado por um camelô, e também é uma referência a enrolar um cigarro. O resto da letra é explicada em geral pela premissa do filme: um passeio misterioso em espécies de carroças era popular no Reino Unido quando os Beatles eram jovens. Lennon e McCartney expandiram o passeio para fazê-lo mágico, o que permitiu que ele fosse "um pouco mais surreal do que real."